# Höhendipol
Ein Höhendipol ist eine besondere Bauart einer schwundmindernden Sendeantenne für Mittelwelle. Er besteht aus einem vertikal polarisierten Dipol, der in einer genau definierten Höhe über der Erdoberfläche montiert ist und zusammen mit seinem Spiegelbild ein Antennendiagramm mit geringer Steilstrahlung liefert.
Ein Höhendipol wurde von 1934 bis 1969 als Sendeantenne des Senders Ismaning verwendet, wobei sich der Höhendipol an dem 1983 abgerissenen Holzturm befand.
Im Übrigen stellt ein vertikal polarisierter Dipol, dessen Abmessungen klein gegenüber der Aufhängehöhe ist, kein Höhendipol im eigentlichen Sinne dar, da in diesem Fall eine Freiraumausbreitung erfolgt. Beim Höhendipol liegt ein Dipol vor, dessen Schwerpunkt sich etwas mehr als ein Viertel der abgestrahlten Wellenlänge über dem Erdboden befindet.